# Анна Олас
Анна Олас (угор. Anna Olasz, 19 вересня 1993) — угорська плавчиня.
Учасниця Олімпійських Ігор 2016 року.
Призерка Чемпіонату світу з водних видів спорту 2015, 2022 років.
Призерка Чемпіонату Європи з водних видів спорту 2020 року.